# ووردینگتن (ویرجینیای غربی)
وردینگتن(به انگلیسی: Worthington) شهری در ایالت ویرجینیای غربی کشور ایالات متحده آمریکا است که جمعیت آن در سرشماری سال ۲۰۱۰ میلادی، ۱۵۸ نفر بوده‌است.